# Nagel (Botanik)

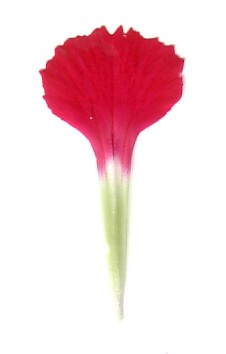
Kronblatt einer Nelkenart (Dianthus sp.), unterteilt in Nagel und Platte

Der Nagel ist ein Abschnitt von Kron- oder Perigonblättern bei Pflanzen mit einer freiblättrigen Blütenhülle, der deutlich vom breiteren oberen Abschnitt der Kronblätter, der Platte, abgesetzt und stielartig verschmälert ist.

## Belege
- Eckehart J. Jäger, Friedrich Ebel, Peter Hanelt, Gerd K. Müller (Hrsg.): Exkursionsflora von Deutschland. Begründet von Werner Rothmaler. Band 5: Krautige Zier- und Nutzpflanzen. Springer, Spektrum Akademischer Verlag, Berlin/Heidelberg 2008, ISBN 978-3-8274-0918-8, S. 838.